# Graswerth

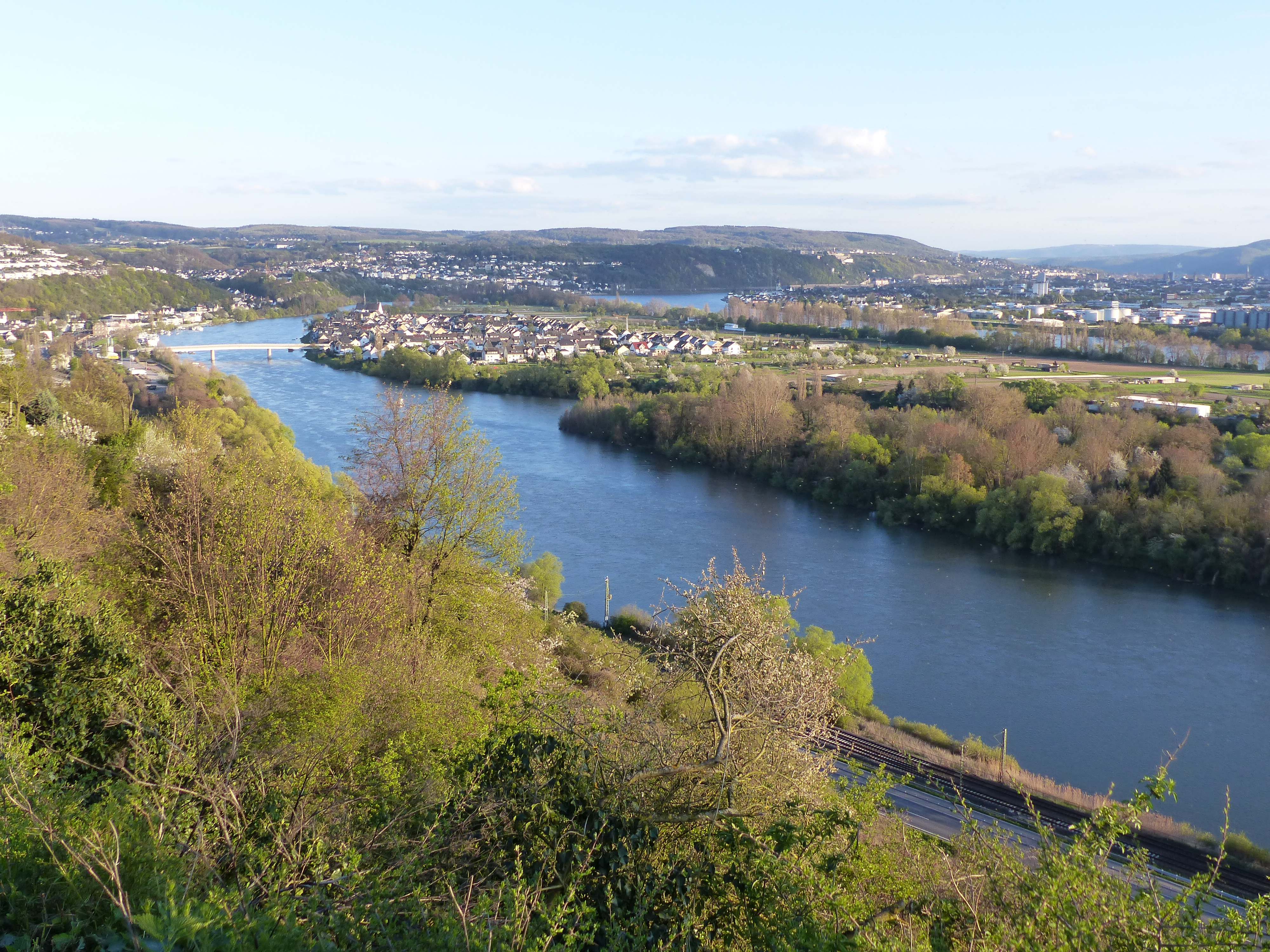
Die Rheininseln Niederwerth (hinten, mit gleichnamigem Ort) und Graswerth (vorne rechts) (April 2016)

Graswerth ist eine Insel im Mittelrhein bei Koblenz im Landkreis Mayen-Koblenz. Die Insel ist 2,6 km lang und maximal 240 Meter breit. Ihre Fläche kann auf rund 0,3 km² taxiert werden. Sie ist unbewohnt und kann nur mit Kähnen angefahren werden. Sie ist Teil des etwa 75 ha großen Naturschutzgebietes, das im Jahr 1978 unter Naturschutz gestellt wurde und in dem viele seltene Vogelarten leben. Über die Insel führt im äußersten Nordwesten (flussabwärts) die Bendorfer Brücke.
Graswerth ist von der größeren, südöstlich gelegenen Nachbarinsel Niederwerth durch den 1,7 km langen und 60 Meter breiten Rheinarm Rothe Nahrung getrennt. Rechtsseitig ist die Insel durch den Vallendarer Stromarm vom rechten Rheinufer getrennt. Die Inseln Graswerth und Niederwerth bilden zusammen die Gemeinde Niederwerth.